# Lethe mekara
Lethe mekara är en fjärilsart som beskrevs av Moore 1857. Lethe mekara ingår i släktet Lethe och familjen praktfjärilar. Inga underarter finns listade i Catalogue of Life.

## Bildgalleri

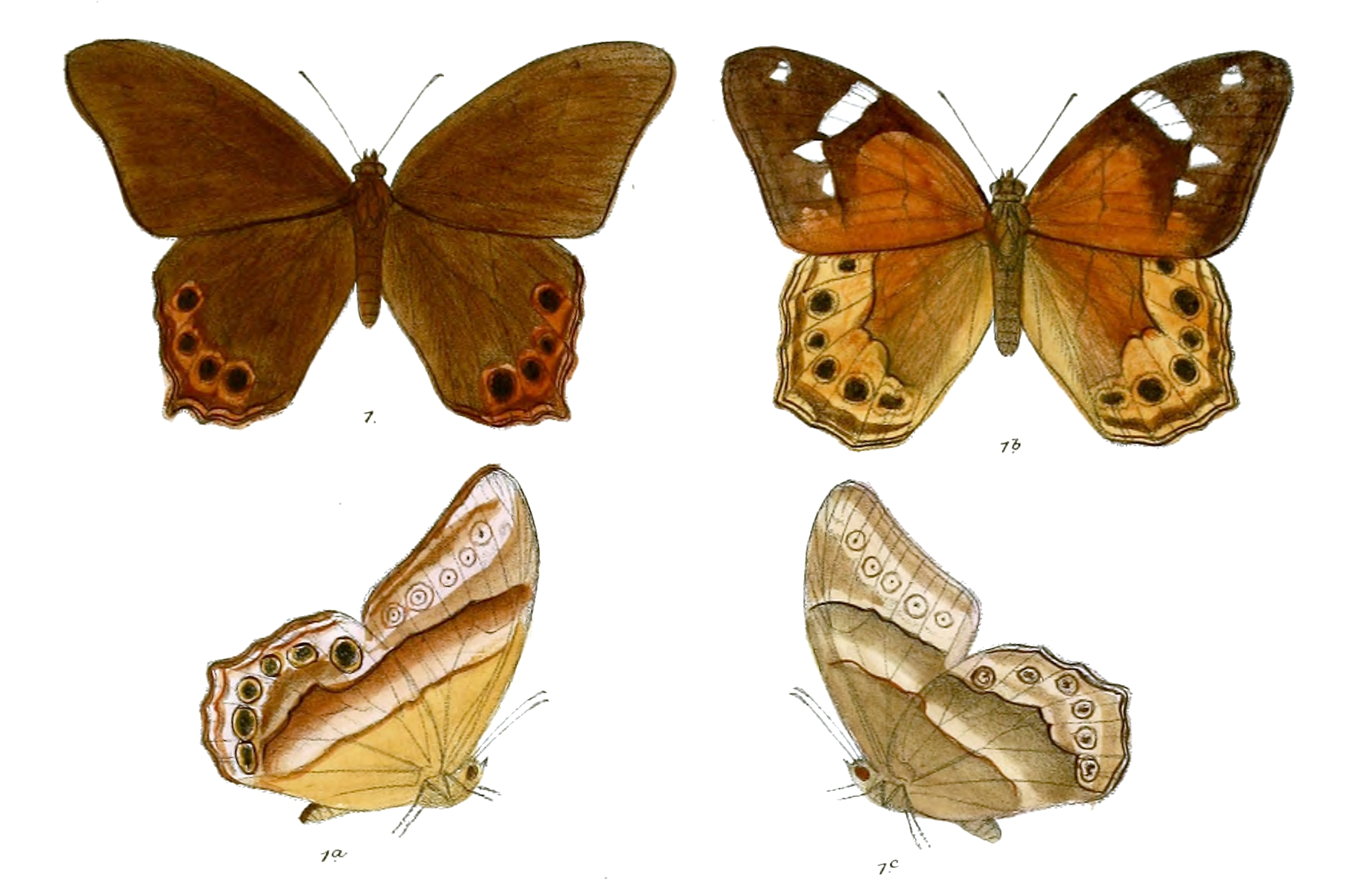
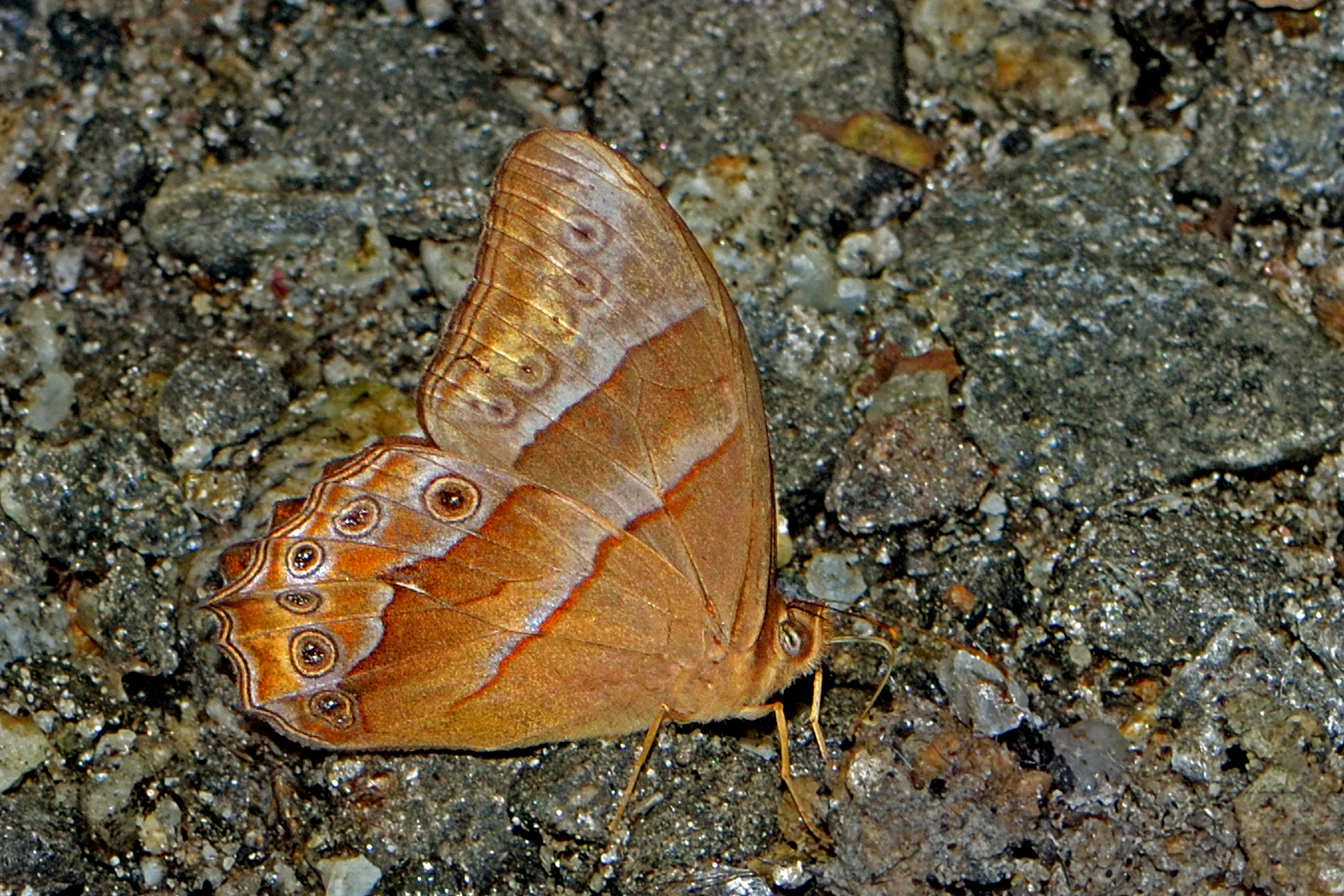
subspecies Lethe mekara mekara
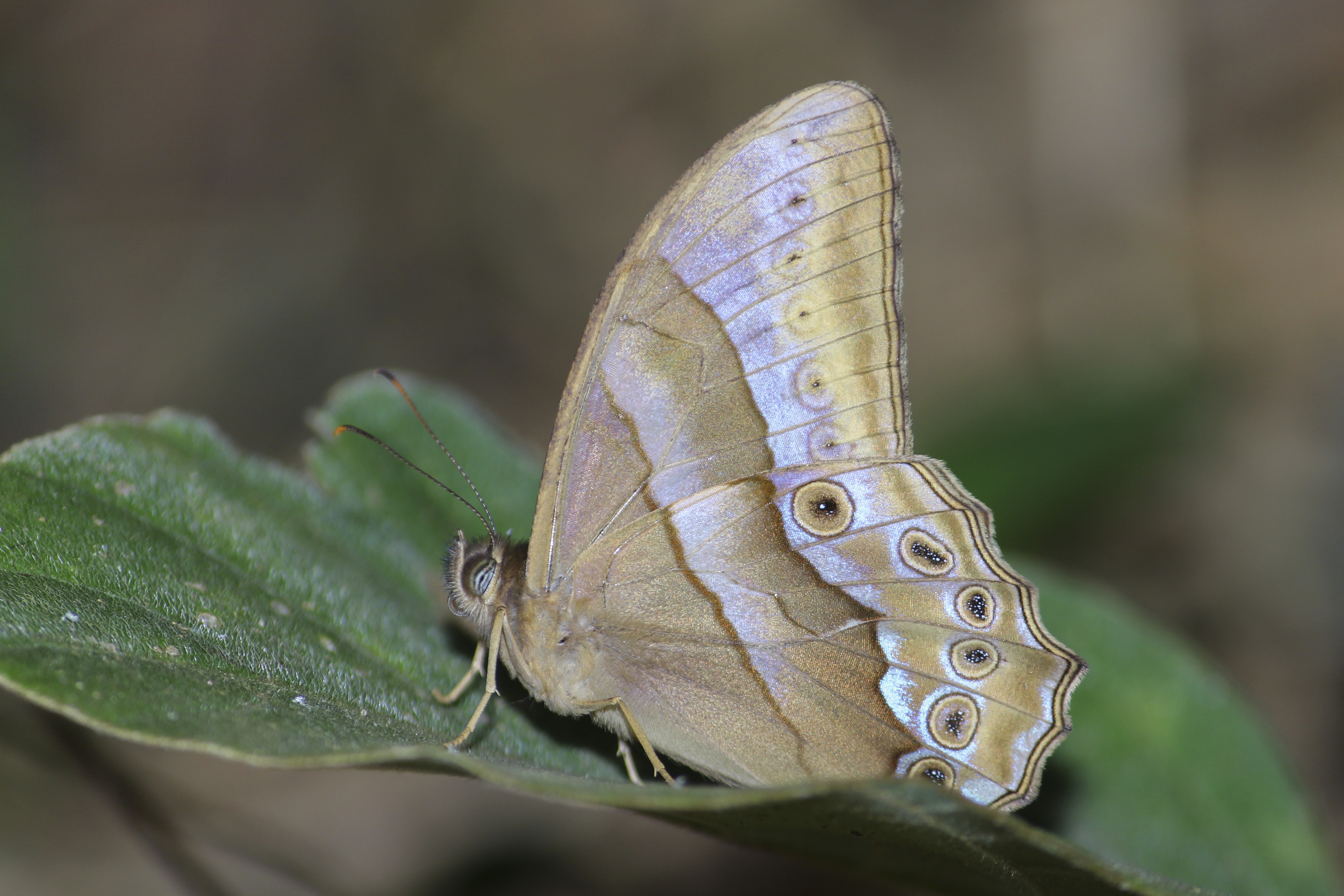
Subspecies: Lethe mekara zuchara